# NGC 4199/1
NGC 4199/1 је спирална галаксија у сазвежђу Велики медвед која се налази на NGC листи објеката дубоког неба.
Деклинација објекта је + 59° 54' 23" а ректасцензија 12h 14m 48,6s. Привидна величина (магнитуда) објекта NGC 4199 износи 14,9 а фотографска магнитуда 15,8. NGC 41991 је још познат и под ознакама UGC 7253, MCG 10-18-11, CGCG 292-84, CGCG 293-5, VV 183, PGC 39135.